# Sparkasse Schwelm-Sprockhövel
Die Sparkasse Schwelm-Sprockhövel ist eine Sparkasse in Nordrhein-Westfalen mit Sitz in Schwelm. Sie entstand im Jahre 2021 aus der Fusion der Städtischen Sparkasse zu Schwelm mit der Stadtsparkasse Sprockhövel.

## Rechtsgrundlagen
Die Sparkasse Schwelm-Sprockhövel ist eine Anstalt des öffentlichen Rechts. Rechtsgrundlagen sind das Sparkassengesetz Nordrhein-Westfalen und die durch den Verwaltungsrat der Sparkasse erlassene Satzung. Organe der Sparkasse sind der Verwaltungsrat und der Vorstand. Träger der Sparkasse ist der Sparkassenzweckverband der Städte Schwelm und Sprockhövel.

## Geschichte

### Städtische Sparkasse zu Schwelm
1846 wurde die Städtische Sparkasse zu Schwelm gegründet. Der 1. Rendant (Kassierer, Kassenvorsteher) war Wilhelm Stroomann. 1882/1883 wurde die Amtszeit von W. Strohmann nach 36 Jahren beendet. Abgelöst wurde er von dem neuen Rendanten Theodor Pantel.
1909 wurde Hermann Wollmerstädt 1. Sparkassendirektor, mit ihm zog die Sparkasse im Jahr 1913 in ein extra für die Sparkasse errichtetes Gebäude.
1933 während der Gleichschaltung darf H. Wollmerstädt sein Amt als Sparkassendirektor behalten. 1935 wurde H. Wollmerstädt durch Dietrich Hondelmann abgelöst.
1945 fängt das Dach des Sparkassengebäudes bei einem Angriff durch die Alliierten an zu brennen und brennt komplett aus. 1945 Fritz Uellendahl wird neuer Sparkassendirektor.
1965 wurde Anton Welling zum neuen Sparkassendirektor und Vorstand gewählt. 1962–1964 wurden die ersten Zweigstellen im Stadtteil Möllenkotten, am Loh und im Westen eingeweiht (Erweiterung und Modernisierung 1989/1992/1992).
1971 wurden zwei weitere Zweigstellen am Winterberg und am Oberloh eröffnet (Erweiterung und Modernisierung 1996).
1977 Während der letzten 20 Jahre wurde auf dem provisorischen Grundstück, in das die Sparkasse 1956 gezogen war, weitergebaut und 1977 zieht die Sparkasse nun in einen Neubau ein.
1989 wurde Franz Dörendahl neuer Sparkassendirektor und Vorstand. Seine Stellvertreter waren Karl-Heinz Tötter und Lothar Feldmann. 1993 wird der Sparkassenvorstand neu gebildet. Er besteht nun aus Lothar Feldmann und Roland Zimmer.
2013 werden endgültig alle Zweigstellen in die komplett modernisierte Hauptstelle integriert und geschlossen. Roland Zimmer geht in den Ruhestand und wird von Michael Lindermann abgelöst.
Seit Februar 2016 bestand der Sparkassenvorstand aus Michael Lindermann und Johannes Schulz, nachdem Lothar Feldmann in den Ruhestand getreten ist.

### Stadtsparkasse Sprockhövel
Die Amtssparkasse Haßlinghausen wurde am 1. April 1888 und die Amtssparkasse Sprockhövel wurde am 1. Juli 1894 eröffnet. Im Zuge der Kommunalreform 1970 wurden beide Sparkassen vereinigt.

## Geschäftszahlen
Die Sparkasse Schwelm-Sprockhövel wies im Geschäftsjahr 2023 eine Bilanzsumme von 1,593 Mrd. Euro aus und verfügte über Kundeneinlagen von 1,13 Mrd. Euro. Gemäß der Sparkassenrangliste 2023 liegt sie nach Bilanzsumme auf Rang 269. Sie unterhält 4 Filialen/Selbstbedienungsstandorte und beschäftigt 185 Mitarbeiter.

## Sparkassen-Finanzgruppe
Die Sparkasse Schwelm-Sprockhövel ist Teil der Sparkassen-Finanzgruppe und gehört damit auch ihrem Haftungsverbund an. Er sichert den Bestand der Institute und sorgt dafür, dass sie auch im Fall der Insolvenz einzelner Sparkassen alle Verbindlichkeiten erfüllen können. Die Sparkasse vermittelt Bausparverträge der regionalen Landesbausparkasse, offene Investmentfonds der Deka und Versicherungen der Provinzial NordWest. Im Bereich des Leasing arbeitet die Sparkasse Schwelm-Sprockhövel mit der  Deutschen Leasing zusammen. Die Funktion der Sparkassenzentralbank nimmt die Landesbank Hessen-Thüringen wahr.